# 문경 봉암사 극락전
문경 봉암사 극락전(聞慶 鳳巖寺 極樂殿)은 대한민국 경상북도 문경시, 봉암사에 있는 조선시대의 불전이다. 2008년 9월 3일 대한민국의 보물 제1574호로 지정되었다.

## 개요
이 건물은 879년(헌강왕 5) 지증대사가 창건한 봉암사의 극락전이다. 935년(태조18) 정진대사가 중창 하였으나 임란을 거치면서 극락전과 일주문만 남기고 그 많던 건물들이 모두 소실되었다. 일제강점기에 중수공사가 있었는지 망와에 소화 16년(1941)이란 명문이 남아있다. 기단은 탑과 동일한 형태를 지니고 있으며, 상·하 갑석은 면석으로 처리하였고 기단바닥은 장방형 판석을 깔았다.
처마구성은 하층인 경우 각연을 사용하여 홑처마로 구성하고 상층은 겹처마로 처리하면서 처마곡을 크게 잡았다. 그리고 지붕은 모임지붕으로 처리하면서 정점에 화강석으로 만든 상륜부를 올려 탑의 요소를 모두 갖추게 하였다.
법주사 팔상전과 더불어 현존하는 유일한 목탑의 하나라 할 수 있다.

## 보물 지정사유
봉암사 극락전은 신라 경순왕이 피난시 원당으로 사용한 유서 깊은 건물로 전하고, 현재 극락전 내부에는 어필각(御筆閣)이란 편액(扁額)이 걸려 있으며, 일제강점기때 옥개보수가 있은 듯 망와에 소화 16년(1941년)이란 기록이 남아 있다.
장흥 보림사와 함께 유이하게 현존하는 선문구산인 봉암사에서 극락전은 가장 오래되고 원형을 보존하고 있는 전각이다. 그 형태나 위치로 보아 조선 중후기에 세워진 왕실 원당일 가능성이 높으며, 기단과 초석은 고려조의 것으로 볼 수 있다. 높은 단층 몸체에 차양칸을 둘러 마치 중층건물 같은 외관을 구성했고, 몸체와 채양칸의 기둥열을 다르게 한 독특한 수법을 보이고 있다.
독특한 외관과 건축수법 및 단청에서 조선 중·후기의 건축모습을 잘 보존하고 있어 국가지정 문화재(보물)로서의 역사적·예술적·학술적 가치가 충분하다.

## 같이 보기
- 봉암사

## 참고 자료
- 문경 봉암사 극락전 - 국가유산청 국가유산포털